# Guðrúnarkviða II
 (mai 2024).
La mise en forme du texte ne suit pas les recommandations de Wikipédia : il faut le « wikifier ».
Les points d'amélioration suivants sont les cas les plus fréquents. Le détail des points à revoir est peut-être précisé sur la page de discussion.
- Les titres sont pré-formatés par le logiciel. Ils ne sont ni en capitales, ni en gras.
- Le texte ne doit pas être écrit en capitales (les noms de famille non plus), ni en gras, ni en italique, ni en « petit »…
- Le gras n'est utilisé que pour surligner le titre de l'article dans l'introduction, une seule fois.
- L'italique est rarement utilisé : mots en langue étrangère, titres d'œuvres, noms de bateaux, etc.
- Les citations ne sont pas en italique mais en corps de texte normal. Elles sont entourées par des guillemets français : « et ».
- Les listes à puces sont à éviter, des paragraphes rédigés étant largement préférés. Les tableaux sont à réserver à la présentation de données structurées (résultats, etc.).
- Les appels de note de bas de page (petits chiffres en exposant, introduits par l'outil «  Source ») sont à placer entre la fin de phrase et le point final[comme ça].
- Les liens internes (vers d'autres articles de Wikipédia) sont à choisir avec parcimonie. Créez des liens vers des articles approfondissant le sujet. Les termes génériques sans rapport avec le sujet sont à éviter, ainsi que les répétitions de liens vers un même terme.
- Les liens externes sont à placer uniquement dans une section « Liens externes », à la fin de l'article. Ces liens sont à choisir avec parcimonie suivant les règles définies. Si un lien sert de source à l'article, son insertion dans le texte est à faire par les notes de bas de page.
- La présentation des références doit suivre les conventions bibliographiques. Il est recommandé d'utiliser les modèles {{Ouvrage}}, {{Chapitre}}, {{Article}}, {{Lien web}} et/ou {{Bibliographie}}. Le mode d'édition visuel peut mettre en forme automatiquement les références.
- Insérer une infobox (cadre d'informations à droite) n'est pas obligatoire pour parachever la mise en page.

Pour une aide détaillée, merci de consulter Aide:Wikification.
Si vous pensez que ces points ont été résolus, vous pouvez retirer ce bandeau et améliorer la mise en forme d'un autre article.
Pour les articles homonymes, voir Guðrúnarkviða.

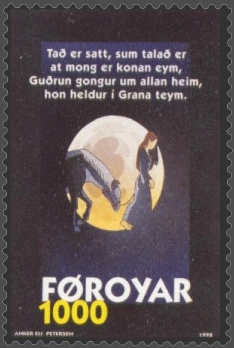
Guðrún trouve le cheval de Sigurd, Grani et comprend que Sigurd est mort. Illustration d'un timbre des îles Féroé par Anker Eli Petersen.

Guðrúnarkviða II, le second lai de Gudrún, ou Guðrúnarkviða hin forna, le vieux lai de Gudrún est probablement le plus ancien poème rattaché au cycle de Sigurd, selon Henry Adams Bellows.
Ce poème fut composé avant l'an 1000 et Bellows le considère comme de « forme plutôt mauvaise », mais c'est sous cette forme qu'il a fourni des informations cruciales sur la Völsunga saga, où il a été fidèlement paraphrasé. Il affirme, toutefois, qu'il s'agit du seul poème en vieux norrois antérieur à l'année 1000 évoquant Sigurd et qui soit parvenu à l'époque moderne sous une forme à peu près complète. Les autres poèmes anciens, Reginsmál, Fáfnismál et Sigrdrífumál sont des collections de fragments et seule la dernière partie de Sigurðarkviðu subsiste. Les poèmes qui restent dans le cycle sont généralement datés des XIe et XIIe siècles.
Bellows suppose que le poème résulte d'une complainte originaire d'Allemagne, car la mort de Sigurd se déroule dans la forêt, comme dans le Nibelungenlied, et non pas dans son lit.

## Synopsis
Le roi Þjóðrekr était à la cour du roi Atli, et venait juste de perdre la plupart de ses guerriers dans une bataille. Þjóðrekr et la femme d'Atli, Guðrún attendent ensemble et discutent de leurs peines respectives. Guðrún dit alors à Þjóðrekr qu'elle n'était qu'une jeune vierge quand son père Gjúki la donna à Sigurðr avec une dot en or. Ensuite, ses frères assassinent Sigurðr. 
| 4. Grani rann at þingi, - gnýr var at heyra, - en þá Sigurðr sjalfr eigi kom; öll váru söðuldýr sveita stokkin ok of vanið vási und vegöndum. | 4. From the Thing ran Grani with thundering feet, But thence did Sigurth himself come never; Covered with sweat was the saddle-bearer, Wont the warrior's weight to bear. |

Guðrún prend la bride du cheval et se met à pleurer, comprenant ce qui vient de se passer.
| 5. Gekk ek grátandi við Grana ræða, úrughlýra jó frá ek spjalla; hnipnaði Grani þá, drap í gras höfði, jór þat vissi, eigendr né lifðu-t. | 5. Weeping I sought with Grani to speak, With tear-wet cheeks for the tale I asked; The head of Grani was bowed to the grass, The steed knew well his master was slain. |

Quand elle rencontre ses frères, Gunnar baisse la tête mais Høgni lui dit que Sigurd a été tué, et qu'il a pris leur frère Guthormr avec lui. Il lui dit en outre qu'elle pourra trouver les restes de Sigurd sur la route au sud, où elle avait entendu le cri des corbeaux et les loups hurler. Guðrún va dans la forêt à la recherche de ce qui a été laissé par les loups et trouve Sigurd.
Quand elle trouve Sigurd, Gudrun ne pleure pas, ni ne gémit ou se tord les mains même si elle est si triste qu'elle ne veut plus vivre. Elle quitte les montagnes et voyage pendant cinq jours, jusqu'à ce qu'elle voie le palais de Hâlfur, au Danemark, où elle séjourne pendant trois ans et demi avec Thora, la fille de Hakon. 
Thora et Gudrun s'occupent en tissant des tapisseries dans les salles du sud :
| 16. Skip Sigmundar skriðu frá landi, gylltar grímur, grafnir stafnar; byrðu vit á borða, þat er þeir börðusk Sigarr ok Siggeirr suðr á Fjóni. | 16. Sigmund's ship by the land was sailing, Golden the figure-head, gay the beaks; On board we wove the warriors faring, Sigar and Siggeir, south to Fjon,. |

Sa mère Grimhild demande à ses fils Gunnarr et Högni quel genre de wergild ils voudraient donner à leur sœur pour compenser le meurtre de son mari et de son fils Sigmund, et ils sont tous deux prêts à compenser leur sœur. Guðrún rencontre sa mère, ses frères et Valdar, le roi du Danemark, ainsi que trois hommes nommés Jarizleif, Eymoth et Jarizskar.
| Færði mér Grímhildr full at drekka svalt ok sárligt, né ek sakar munðak; þat var of aukit jarðar magni, svalköldum sæ ok sónum dreyra. - Váru í horni hvers kyns stafir ristnir ok roðnir, - ráða ek né máttak, - lyngfiskr langr, lands Haddingja ax óskorit, innleið dyra. | 22. A draught did Grimhild give me to drink, Bitter and cold; I forgot my cares; For mingled therein was magic earth, Ice-cold sea, and the blood of swine. - 23. In the cup were runes of every kind, Written and reddened, I could not read them; A heather-fish from the Haddings' land, An ear uncut, and the entrails of beasts. |

Le poème raconte que Guðrún oublie et les trois rois s'agenouillent devant elle et que Grimhildur se met à parler. Sa mère lui dit qu'elle a donné l'ensemble de ses richesses à son père, et qu'elle aurait également les richesses de Buðli parce qu'elle allait devenir l'épouse d'Atli.
| "Húnskar meyjar, þær er hlaða spjöldum ok gera gull fagrt, svá at þér gaman þykki; ein skaltu ráða auði Buðla, gulli göfguð ok gefin Atla." | 27. "Hunnish women, skilled in weaving, Who gold make fair to give thee joy, And the wealth of Buthli thine shall be, Gold-decked one, as Atli's wife." |

Guðrún répond qu'elle ne veut pas se marier avec Atli, mais sa mère rétorque qu'avec Atli, elle serait aussi heureuse que si Sigurd et son fils Sigmund étaient encore en vie. En outre, si elle n'épouse pas Atli, elle vivra sans mari pour le restant de sa vie. Guðrún répond que sa propre mère ne devrait pas être si pressée de la donner aux Huns, et elle prédit qu'Atli tuera Gunnar et arrachera le cœur de Høgni. Grimhildur se met à pleurer quand elle entend la prophétie et dit à Guðrún qu'elle est obligé de la donner à Atli.
Guðrún poursuit sa complainte en disant qu'elle a épousé Atli pour l'amour de ses proches. Elle n'a jamais été heureuse avec lui et qu'elle a perdu son fils lorsque ses frères sont morts. Elle tuera Atli.
Elle se rend chez Atli après une semaine de voyage à travers des terres gelées, puis une semaine sur l'eau et enfin une semaine à travers des terres qui manquent d'eau. Ils arrivent devant de hauts murs et les gardiens ouvrent les portes.
Bellows commente qu'il semble y avoir une lacune importante qui suit son arrivée chez Atli. Il ajoute que la fin de la complainte semble avoir été remplacée par un autre poème, car il traite de la manière dont Atli dit à Guðrún qu'il avait eu le pressentiment d'être tué par elle en rêve. La description du rêve commence par cette strophe :
| "Svá mik nýliga nornir vekja", - vílsinnis spá vildi, at ek réða, - "hugða ek þik, Guðrún Gjúka dóttir, læblöndnum hjör leggja mik í gögnum." | 39. "Now from sleep the Norns have waked me With visions of terror,-- To thee will I tell them; Methought thou, Guthrun, Gjuki's daughter, With poisoned blade didst pierce my body." |

Sans comprendre le sens du rêve, Atli décrit son futur banquet sur ses propres fils, servis à lui par leur propre mère Guðrún, pour se venger du meurtre d'Atli sur ses frères.
| Hugða ek mér af hendi hauka fljúga bráðalausa bölranna til; hjörtu hugða ek þeira við hunang tuggin, sorgmóðs sefa, sollin blóði. - Hugða ek mér af hendi hvelpa losna, glaums andvana, gylli báðir; hold hugða ek þeira at hræum orðit, nauðigr nái nýta ek skyldak." | 42. "I dreamed my hawks from my hand had flown, Eager for food, to an evil house; I dreamed their hearts with honey I ate, Soaked in blood, and heavy my sorrow. - 43. "Hounds I dreamed from my hand I loosed, Loud in hunger and pain they howled; Their flesh methought was eagles' food, And their bodies now I needs must eat." |

Le poème se termine par quelques lignes cryptées où Guðrún dit que les gens vont parler d'un sacrifice.